# Kibbeh

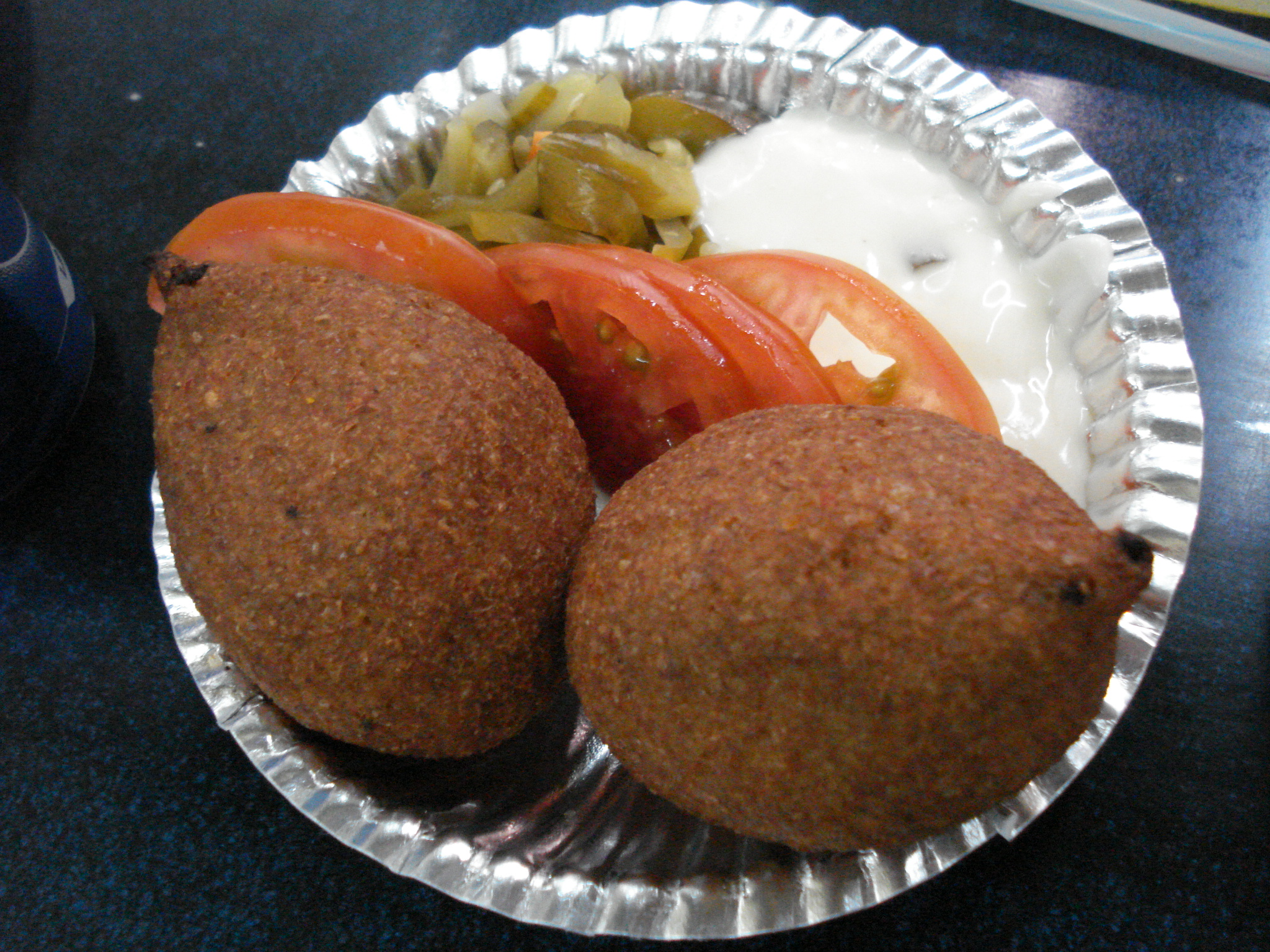
Kibbeh

Kibbeh (arabisch كبة, DMG kubba ‚Kugel‘), auch Kebbe geschrieben, ist die Bezeichnung für ein in Vorderasien weit verbreitetes Gericht. Es handelt sich um Klöße, die aus Bulgur bestehen, der mit Hackfleisch und Zwiebeln durch den Fleischwolf gedreht wird. Charakteristisch ist die Eiform. Die Bezeichnung variiert in verschiedenen Ländern. In Ägypten heißen die Klöße kobeiba, in Israel, Palästina und Jordanien cubbeh, im Irak kubbah, in der Türkei içli köfte (seltener auch bulgur köftesi, in der Provinz Hatay nennen die Turkmenen es auch Oruk) und in Armenien kuefta. Im Aramäischen heißt es „Kbebat“ und im Kurdischen bezeichnet man sie als „Kutilik“.
Am häufigsten wird Bulgur für die Zubereitung verwendet, teilweise aber auch Reis. Das Mischungsverhältnis von Getreide und Hackfleisch ist unterschiedlich, aber oft überwiegt das Getreide. Das Gemisch wird traditionell in einem großen Mörser zu einem feinen Brei zerstampft, was sehr zeitaufwändig ist. Eine Variante sind Kibbeh mit einer Füllung, die meist aus gebratenem Fleisch und Zwiebeln besteht. In manchen Ländern werden auch noch Nüsse und Rosinen hinzugefügt.
Die gefüllten Klöße werden in der Regel frittiert oder über offenem Feuer gebacken, so dass eine dunkle Kruste entsteht. Mitunter werden sie aber auch gekocht, in Ägypten, im Libanon, Irak und in Syrien in einer Joghurtsauce (kibbeh labaniyya), im Nordirak und in der Türkei in Salzwasser. Im Irak wird Kibbeh auch zusammen mit Fleisch und Gemüse als Eintopfgericht zubereitet. Vor allem in Aleppo werden die Klöße auch zusammen mit Gemüse auf Spieße gesteckt und über dem Feuer geröstet. Eine weitere Variante ist die Zubereitung von Kibbeh als ungekochtes Gericht (kibbeh nayyeh), für das besonders feines Hackfleisch verwendet wird.
Es gibt auch vegane Varianten.